# День подарков
День подарков (англ. Boxing Day) — праздник, отмечаемый в Великобритании и в ряде стран Британского содружества наций: Австралии, Новой Зеландии, Канаде, а также на Кирибати, Самоа и др. «День подарков» отмечается в этих странах ежегодно 26 декабря.

## История
Английское словосочетание «Boxing day» обычно переводят на русский язык как «День подарков», однако буквальное значение — «День коробок» (имеются в виду именно коробки, в которые кладут подарки).
Существует несколько версий, как произошло название праздника:
1. В Великобритании традиционно на второй день Рождества семья упаковывала остатки праздничного обеда и немудреные подарки в коробки и несла их в подарок больным и неимущим. Обычно упаковку подарков и гостинцев в коробки возлагали на детей, которые затем помогали раздавать их бедным.
2. 25 декабря протестанты и католики всего мира отмечают один из главных христианских праздников Рождество Христово. Согласно рождественским традициям, в ночь с 24 на 25 декабря, Санта-Клаус кладёт под новогоднюю ёлку подарки. Утром, когда все просыпаются, то начинают открывать коробки в которых находятся праздничные подарки. Если семья большая и многодетная, то дом наполняется пустыми коробками, которые дети не всегда спешат прибрать, ибо их внимание приковано к содержимому… Видимо поэтому, этот день и стали называть в англоязычных странах «днем коробок», но при переводе на ряд языков сочли, что название «День подарков» более благозвучно.
3. Существует другая версия, что название празднику дали коробки, с которыми получатели подарков спешат в магазин, дабы обменять подарок, если он пришелся им не по вкусу (торговые точки, как правило, предусматривают такую возможность).
4. Находятся люди, которые считают, что буквальный перевод — «День бокса» (т.к. этот вид спорта по-английски пишется как boxing), и название это появилось от того, что собравшиеся на празднование Рождества люди предавались народной английской забаве — боксу. В ряде африканских стран Британского содружества в День подарков действительно проводятся боксёрские поединки среди профессионалов.
5. В старину, среди представителей аристократии было принято 26 декабря одаривать подарками вассалов и прислугу, которые получали выходной в этот день, ибо в Рождество прислуживали на празднике у хозяев.
6. 26 декабря купцы выдавали всем, кто работал на них (продавцам, слугам, приказчикам…) своеобразные Рождественские премии — коробки с вкусной едой и лакомствами. Некоторые считают, что это положило название празднику[2][неавторитетный источник].

Существует еще несколько версий происхождения названия этого праздника и выделить сейчас единственно правильную вряд ли возможно. Собственно в странах, где отмечается «День подарков» особенно на этом и не зацикливаются. Достаточно того, что это выходной день и одна из добрых католических рождественских традиций.

## Спортивные традиции

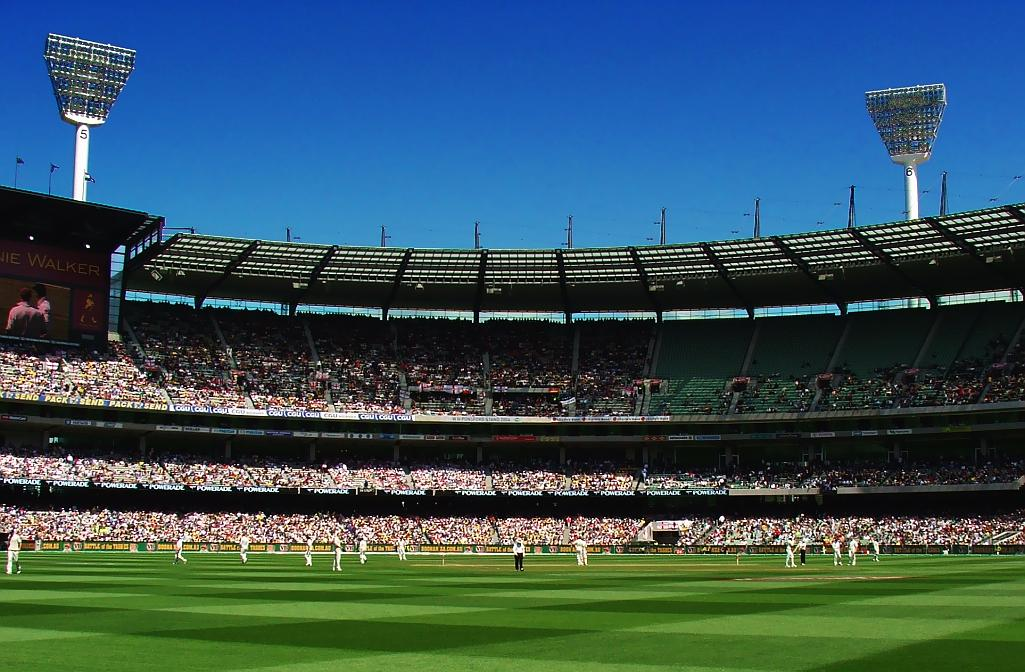
Тест-матч в День подарков, Мельбурн Крикет Граунд, 2006 год

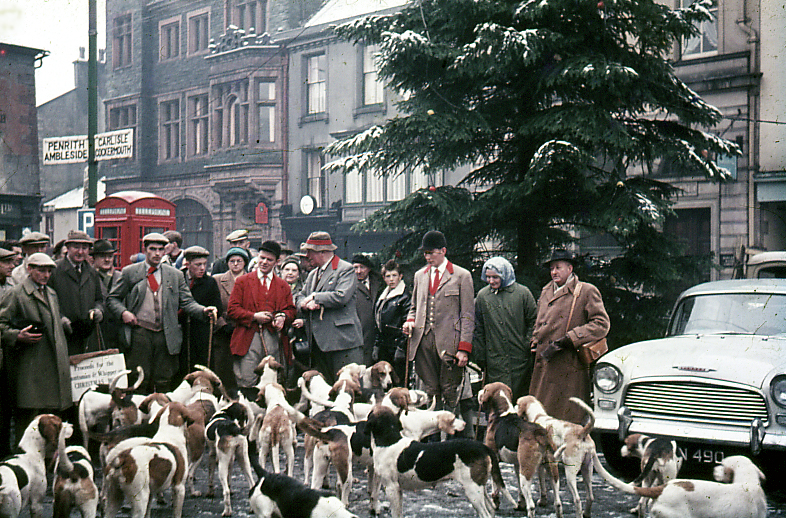
Встреча в Кесвике охотников на лис, 1962 год

### Футбол
Ежегодно матчи одного из туров высших лиг чемпионатов Англии, Шотландии и Северной Ирландии по футболу проводятся в День подарков, и всем зрителям раздаётся специальная программка со всеми матчами, которые проходят в этот день. Изначально матчи в День подарков проводились только против наиболее близких географически клубов, чтобы не изнурять игроков и болельщиков гостей долгими перелётами. С сезона 2018/2019 аналогичную традицию поддерживает итальянская Серия А: процент заполняемости стадионов составляет 69%, что выше среднего показателя любого декабрьского тура Серии А.

### Регби
Ещё до начала эпохи профессионального регби и учреждения профессиональных чемпионатов проводились в День подарков регбийные матчи: так, ежегодно игрались матч между клубами «Лланелли» и «Лондон Уэлш», а также «Лестер Тайгерс» и «Барбарианс». В регбилиг до 1990-х годов обыденным делом было проведение матчей в День подарков, поскольку сезон проходил зимой; однако после перехода на летние сезоны матчи стали проводиться только любительскими клубами (одним из них является «Уэйкфилд Тринити», проводящий в День подарков дерби с соседними клубами).

### Крикет
Тестовые матчи по крикету проводятся в День подарков в Австралии, Новой Зеландии и ЮАР. Ежегодно на стадионе «Мельбурн Крикет Граунд» проходит специальный тест-матч между сборной Австралии и случайно выбираемым противником.

### Парусный спорт
В один день с крикетным тест-матчем в Мельбурне начинается регата Сидней — Хобарт.

### Скачки
В Суррее ежегодно проходят в День подарков Скачки на приз короля Георга VI в формате скачек с препятствиями (National Hunt racing) на ипподроме Кемптон-Парк, престижнее этих скачек только Челтнемский золотой кубок. Более того, именно в этот день проходит наибольшее число официальных соревнований по скачкам в Великобритании (в 2016 году их было 8, с учётом турниров в Ирландии — 11). Аналогично в Барбадосе проходит финальный этап скачек в гарнизоне Саванна (объект всемирного наследия ЮНЕСКО), которые проводятся не первое десятилетие.

### Охота на лис
День подарков — важнейший из дней для любителей охоты на лис в Великобритании и США, поскольку в этот день происходит наибольшее число встреч охотников и организуется охот на лис. Встречи проходят в крупных городах или деревнях.

### Хоккей с шайбой
Ежегодно именно 26 декабря стартует Чемпионат мира по хоккею с шайбой среди молодёжных команд (сборные до 20 лет), а 23 декабря начинается в швейцарском Давосе Кубок Шпенглера с традиционными участниками в лице ХК «Давос», сборной Канады и рядом других европейских команд (клубов или сборных). В НХЛ играется максимально возможное число игр в канун Рождества, в день Рождества и День подарков, о чём было достигнуто соглашение после локаута 2012/2013 — исключением является случай, если праздник выпадает на субботу (тогда матчи проводятся 23 декабря). В 2011 году было сыграно 10 матчей в День подарков.

### Бокс
В День подарков в африканских странах-членах Содружества наций — а именно в Гане, Уганде, Малави, Замбии и Танзании — проводятся боксёрские поединки среди профессионалов, позже эту практику стали поддерживать в Гвиане и Италии.

### Хоккей с мячом
«День Святого Стефана» — католический праздник-аналог «Дню подарков», отмечается в этот же день, имеет схожие традиции, поэтому день почитания Стефана Первомученика и «День подарков» нередко путают друг с другом. У православных этот праздник, известный также как Степанов день, отмечается 9 января. 26 декабря в Швеции проводится матч по хоккею с мячом, открывающий очередной чемпионат Швеции по хоккею с мячом и собирающий множество зрителей: традиционно игра начинается в 13:15.